# 阿比 (內布拉斯加州)
阿比（英語：Abie）是位於美國內布拉斯加州巴特勒縣的村。

## 人口
根據2020年美國人口普查的數據，阿比的面積為0.24平方千米，皆為陸地。當地共有人口65人，而人口密度為每平方千米271人。